# 呂埃吉斯貝格

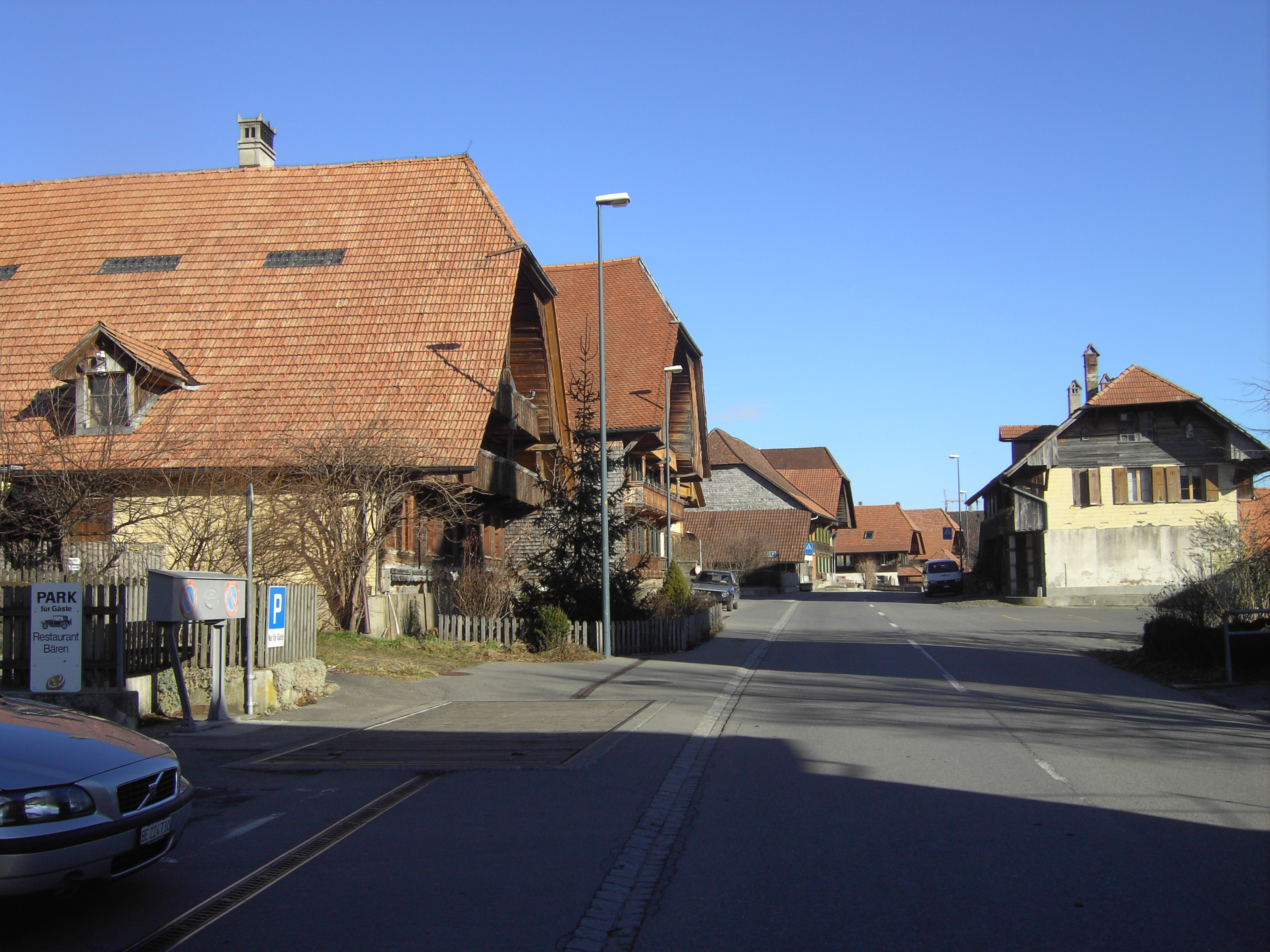

呂埃吉斯貝格是瑞士的城鎮，位於該國中西部，由伯恩州負責管轄，面積35.76平方公里，六成半土地是農業用地，海拔高度930米，2011年人口1,838，人口密度每平方公里51人。